# Calosoma akkolicus
Calosoma (Callisthenes) akkolicus – gatunek chrząszcza z rodziny biegaczowatych, podrodziny Carabinae i plemienia Carabini.
Gatunek ten został opisany w 2002 roku przez Dmitrija Obydowa i Tima R. Gottwalda. Według Sandra Bruschiego stanowi podgatunek C. panderi, natomiast Carbidae of the World traktuje go jako osobny gatunek.
Krótkoskrzydły tęcznik o smukłym ciele długości od 17 do 23 mm. Przedplecze ma mniej poprzeczne niż C. p. panderi, rzeźbę pokryw prawie płaską.
Chrząszcz palearktyczny, środkowoazjatycki. Występuje w Kazachstanie i Kirgistanie, na północny wschód od Tarazu w rejonie Akköl.
Carabidae of the World wyróżnia dwa podgatunki: nominatywny i C. akkolicus korelli, które według Bruschiego są synonimami.